# نجلاء الكندري

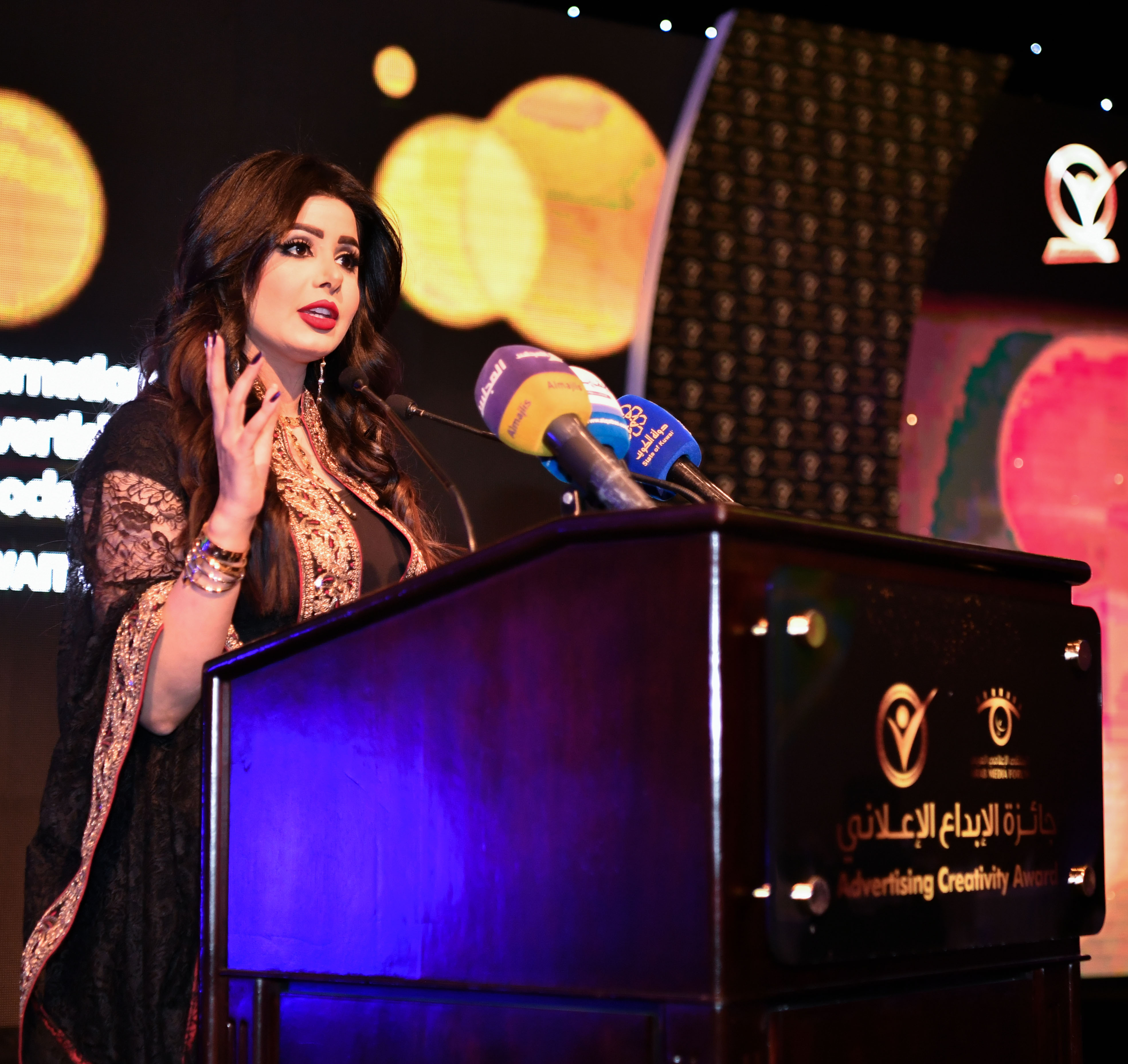
نجلاء الكندري خلال تقديمها حفل جائزة الابداع الاعلاني 2017

نجلاء إبراهيم الكندري إعلامية كويتية ومقدمة برامج تلفزيونية وإذاعية  وُلدت في تاريخ 30 أغسطس 1977، تعمل حاليا في تلفزيون الكويت بعد انتقالها من تلفزيون المجلس، التلفزيون الرسمي لمجلس الأمة الكويتي حيث انضمت إليه في عام 2013 مذيعةً ومقدمة برامج.

## السيرة الذاتية

### دراستها
درست المرحلة الثانوية في الاكاديمية الإسلامية السعودية بولاية فرجينيا في الولايات المتحدة الأمريكية في عام 1992 إلى 1995. رجعت بعدها إلى الكويت لتكمل دراستها الجامعية بتخصص اداب لغة إنجليزية وتخرجت منها عام 2000.

### الحياة العملية
بدأت مشوارها العملي كمترجمة للغة الإنجليزية لمدة 12 عام قضت معظمها في وزارة التجارة والصناعة .. حيث شاركت مع فريق الوزارة في توقيع عدة اتفاقيات تجارة حرة بين الكويت ودول العالم. انتقلت بعدها إلى مجال الاعلام عام 2013. وكانت بدايتها في مجال الاذاعة وتحديدا مع قناة ofm الاذاعية لمدة عام. وفي عام 2014 انتقلت للعمل في مجال التلفزيون مع تلفزيون المجلس الكويتي. وشاركت نجلاء الكندري في تقديم العديد من الملتقيات والفعاليات منها افتتاح ملعب جابر الأحمد الدولي وملتقى الاعلام العربي وحفل جائزة الابداع الاعلاني وورشة عمل مجلس التعاون والمواطنة الخليجية ومؤتمر تمكين المرأة العربية وهاشتاق الكويت (مؤتمر التواصل الاجتماعي الأول)، وحفل تدشين اطلاق شركة تذكار القطرية للإنتاج الفني وحفل توقيق عقد مشروع المباني الاكاديمية المساندة في مدينة صباح السالم الجامعية.
وشاركت في تغطيتها المباشرة للانتخابات التكميلية في الدائرة الانتخابية الثالثة لعام 2016 وانتخابات البرلمانية السابعة عشر لمجلس الأمة الكويتي 2016.
وفي عام 2018 انتقلت للعمل في وزارة الاعلام بدولة الكويت حيث انضمت لفريق عمل برنامج ليالي الكويت كمقدمة في هذا البرنامج المسائي اليومي الذي يبث على القناة الأولى في تلفزيون دولة الكويت.
وايضا انضمت للإذاعة وشاركت في اعداد وتقديم برنامج احلى صباح وهو برنامج يومي يبث على قناة 103,7.

## المؤتمرات والفعاليات والملتقيات
| رقم | اسم الفعالية                                                                  | النشاط                        | السنة |
| --- | ----------------------------------------------------------------------------- | ----------------------------- | ----- |
| 1   | ورشة عمل مجلس التعاون والمواطنة الخليجية                                      | مقدمة                         | 2014  |
| 2   | مؤتمر البرلمان الدولي (جنيف)                                                  | مشاركه                        | 2014  |
| 3   | مؤتمر قمة يوم المرأة العالمي                                                  | مشاركه ومديرة للجلسة الحوارية | 2015  |
| 4   | حفل توقيع عقد مشروع المباني الاكاديمية المساندة في مدينة صباح السالم الجامعية | مقدمة                         | 2015  |
| 5   | افتتاح ملعب جابر الأحمد الدولي                                                | مقدمة ومشاركه                 | 2015  |
| 6   | هاشتاق الكويت (مؤتمر التواصل الاجتماعي الأول)                                 | مقدمة                         | 2015  |
| 7   | الملتقى الاعلامي العربي 13                                                    | مقدمة ومشاركه                 | 2016  |
| 8   | حفل اطلاق شركة تذكار القطرية للإنتاج الفني                                    | مقدمة                         | 2016  |
| 9   | جائزة الابداع الاعلاني 2016                                                   | مقدمة                         | 2016  |
| 10  | ملتقى تمكين المراة الصماء                                                     | مقدمة                         | 2017  |
| 11  | مهرجان العطور والتجميل                                                        | رعاية                         | 2017  |
| 12  | الملتقى الاعلامي العربي 14                                                    | مقدمة ومشاركه                 | 2017  |
| 13  | احتفال بالذكرى السبعين لتأسيس فيراري                                          | مقدمة                         | 2017  |
| 14  | جائزة الابداع الاعلاني 2017                                                   | مقدمة                         | 2017  |
| 15  | معرض الكويت للطيران                                                           | مقدمة                         | 2018  |
| 16  | المنتدى الاعلام العربي (دبي )                                                 | مقدمة                         | 2018  |
| 17  | جائزة الصحافة العربية ( دبي )                                                 | مقدمة                         | 2018  |
| 17  | الملتقى الاعلام العربي 15                                                     | مقدمة ومشاركه                 | 2018  |
| 18  | تدشين أول رحلة من مبنى 4 مطار الكويت الدولي                                   | مشاركه                        | 2018  |
| 19  | مؤتمر التنمر والتجسس الالكتروني                                               | مشاركه ومديرة للجلسة الحوارية | 2018  |
| 20  | ( ملهمات كويتيات ) فعالية يوم المرأة الكويتية                                 | ادارة الحلقات النقاشية        | 2019  |

## البرامج
البرامج الاذاعية
- برنامج من أجمل ما قرأت: برنامج اسبوعي واستمر لثلاث مواسم متتالية وكان من اعدادها وتقديمها. [8]

- برنامج كافيين: برنامج يومي صباحي وشاركت فيه قرابة العام مع عدة مذيعين في تقديمه واعداده.[5]
- برنامج احلى صباح: برنامج يومي صباحي وشاركت في اعداده وتقديمه.

البرامج التلفزيونية
- برنامج بالكويتي: برنامج يومي مسائي وقامت بتقديمه لمدة 3 مواسم متتالية [3]
- برنامج الكويت تنتخب: برنامج مختص بفترة الانتخابات الكويتية.
- برنامج ليالي الكويت: برنامج يومي مسائي.
- برنامج بنت الريح: برنامج اسبوعي تسلط من خلاله الضوء على الخيل العربي من خلال زيارة اصحاب المرابط في دولة الكويت.[9]